# 小笠原諸島
小笠原諸島（おがさわらしょとう）は、東京都小笠原村の行政区域を指す。東京都特別区の南南東約1,000キロメートルの太平洋上にある30余の島々からなる。総面積は104平方キロメートル。南鳥島、沖ノ鳥島を除いて伊豆・小笠原・マリアナ島弧（伊豆・小笠原弧）の一部をなす。小笠原諸島は別名をボニン諸島（Bonin Islands）という。

## 概要
南鳥島を除く小笠原諸島は海洋地殻の上に形成された海洋性島弧である。太平洋プレートがフィリピン海プレートの東縁に沿って沈み込むことによって誕生した。
民間人が居住するのは父島・母島の2島。2020年時点で、人口は、父島2173人、母島456人である。自衛隊などの公務員が常駐する島としては父島・硫黄島・南鳥島がある。
これらを除く島は無人島である。ちなみに、小笠原群島（右地図赤丸で囲った部分）は小笠原諸島の一部の名称であるが、時折混同され、小笠原群島の意味で小笠原諸島と呼ばれることがある。

## 諸島を構成する島
- 狭義の南方諸島
  - 小笠原群島
    - 聟島列島 - 聟島、嫁島、媒島、北ノ島 など
    - 父島列島 - 父島、兄島、弟島 他
    - 母島列島 - 母島、姉島、妹島 他

  - 西之島
  - 火山列島（硫黄列島） - 北硫黄島、硫黄島、南硫黄島
- 孤立した島々 - 南鳥島、沖ノ鳥島

## 自然
小笠原諸島は生物地理区の区分上において、日本で唯一オセアニア区に属している。また、形成以来ずっと大陸から隔絶していたため、島の生物は独自の進化を遂げており、「東洋のガラパゴス」とも呼ばれるほど、貴重な動植物が多い。しかし、人間が持ち込んだ生物や島の開発などが原因でオガサワラオオコウモリやオガサワラノスリ、アカガシラカラスバト、ハハジマメグロなどの動物やムニンツツジ、ムニンノボタンといった植物など、いくつかの固有種は絶滅の危機に瀕している。周辺の海域では多くの魚類、鯨類（クジラやイルカ）、サンゴが生息しており、それらを見るために島を訪れる人も多い。また陸上では特に固有のカタツムリの動物相と維管束植物の植物相が豊富である一方、人間が持ち込み野生化したヤギも生息しており、森林の破壊や表土の流失、固有植物の食害などの問題をもたらしている。

黒字は小笠原諸島
オセアニア区の地図。北西端のOC0109が小笠原諸島である

### 指定
- 1972年（昭和47年）10月16日：一部の島や地域を除き小笠原国立公園として、国立公園に指定された。
- 1980年（昭和55年）3月31日：国指定小笠原諸島鳥獣保護区（希少鳥獣生息地）に指定された（面積5,899ha、うち特別保護地区1,331ha）。
- 2011年（平成23年）6月24日：国際連合教育科学文化機関（ユネスコ）の第35回世界遺産委員会にて、世界自然遺産に登録が決定（正式登録は6月29日）[11]。

## 気候
日本の気候区分では「南日本気候」、ケッペンの気候区分では、聟島（むこじま）列島・父島列島・母島列島・西之島が温帯に、火山列島・南鳥島・沖ノ鳥島が熱帯に属するが、温帯に属する地域は一般的に亜熱帯とされる。それに併せて海洋性気候にも属する。
年間を通じて暖かく、夏と冬の気温差は小さい。春から初冬にかけて台風が接近する。梅雨前線はこの地の北に現れ、太平洋高気圧の支配下となるため、北海道と同様に梅雨が無いとされる。
気象庁による有人観測施設は、父島気象観測所・南鳥島気象観測所（ 2か所とも高層気象観測も実施）、アメダスが母島（雨量のみ観測）に設置されている。なお、小笠原諸島には気象レーダーが設置されておらず、気象レーダーによる観測が行われていない。また、2008年3月26日まで、日本全国で唯一気象に関する注意報・警報および、週間天気予報は発表されていなかった。ただし、小笠原諸島周辺海域は2017年現在でも地方海上予報区の区域外であり、海上警報も発表されない。

## 歴史
古第三紀 - 凝灰質砂岩・泥岩・石灰岩などの海底噴出物より形成される。
北硫黄島（には先史時代（1世紀頃）のものとみられる石野遺跡がある。父島の大根山遺跡でも打製石斧が発見されているが詳細な時代は不明である。

### 江戸時代
- 1543年10月（天文12年9月） - スペインのルイ・ロペス・デ・ビリャロボス（Ruy López de Villalobos）が指揮するガレオン船サン・ファン号（San Juan）によって、火山列島が発見される[18]。この時発見されたのは小笠原群島であるとの説もある[19]。1639年（寛永16年）、ヘンドリックセン・マティス・クワスト（英語版）とアベル・ヤンスゾーン・タスマンがオランダ東インド会社総督の命を受け、「エンゲル」と「フラフト」の2隻が探検に向かった[19]。2隻は7月21日に多数の島を発見[19]。この時エンゲル島、フラフト島と命名されたとされる島は母島と父島であると思われる[20]。スペイン船が沖ノ鳥島を発見アブレオホス（Abreojos）と命名。
- 1565年 スペイン船が沖ノ鳥島を発見し、パレセベラ（PareceVela）と命名した。
- 寛永9年12月（1633年1月）、船主で船頭の勘左衛門、荷主の長右衛門ら7人が乗り蜜柑を積んで江戸へ向かっていた船が遠州灘で遭難[21]。同船は寛永10年2月20日（1633年3月29日）ごろある島にたどり着いた[22]。その島は母島であると思われる[23]。翌朝勘左衛門は死亡していたというが、残りの者は船を作り、八丈島経由で5月7日に下田に帰還した[24]。生還者の報告を受け、幕府は延宝3年（1675年）4月に探検船「富国寿丸」を派遣した[25]。船は4月29日に父島を発見[26]。以後主な島の探検が行われ、また父島に祠が作られて、その脇には「此島大日本之内也」等と記されたという[27]。その後6月6日に小笠原を離れ、6月12日に下田に帰投した[27]。
- 1639年 オランダ船が沖ノ鳥島を発見し、エンベルスドロッテ（Engelsdroogte）と命名した。
- 1702年（元禄15年） - スペインの帆船ヌエストラ・セニョーラ・デル・ロザリオ号 (Nuestra-Senora del Rosario) が西之島を発見し、ロザリオ島 (Isla de Rosario)と命名する[要出典]。
- 1722年（享保7年）春、伊豆・相模両国の代官山田治衛門が無人島探検を幕府へ具申[28]。その準備が行われていたところ、小笠原貞任なる人物が、先祖の小笠原貞頼が文禄2年（1593年）に伊豆の南で無人島を発見し、所領として安堵されたという写本を提出して渡航許可を求めた[29]。最終的に貞任の主張は虚偽であるとされ、彼は重追放に処されることとなったが、この出来事の結果、問題の島々は小笠原諸島と呼ばれるようになる[30]。また、彼が提出した「辰巳無人島訴状幷口上留書」には父島、母島等の名前が記されており、各島の名前も彼の命名が元になったと考えられる[31]。

ヨーロッパでは、1727年出版のエンゲルベルト・ケンペルの『日本誌』で初めて長右衛門らが漂着した島について記され、その島は「ブネシマ（無人島）またはブネ（無人）の島」と呼ばれたと書かれている。日本では、天明5年（1785年）の林子平の『三国通覧図説』で小笠原島という名称が登場している。1817年にフランスのアベル・レミューザが三国通覧図説の地図を載せて小笠原諸島を「BO-NIN諸島」として紹介した。以後、ヨーロッパの地図でボニンという名称が使用されることとなったという。
- 1774年（安永3年）3月、八丈島の地役人服部源六、山下輿総らが幕府の命令を受けて無人島探検を行うが、鳥島近海で暴風に遭い、土佐国に漂着したため失敗に終わったという[35]。
- 1779年（安永8年）、ジョン・ゴア（英語版）（John Gore）が指揮するイギリス軍艦「レゾリューション」と「ディスカバリー（英語版）」が火山列島を望見する[18]。
- 1789年　英国のウィリアム・ダグラス（William Dauglas）が沖ノ鳥島を発見し、ダグラス礁（Dauglas Reef）と命名。

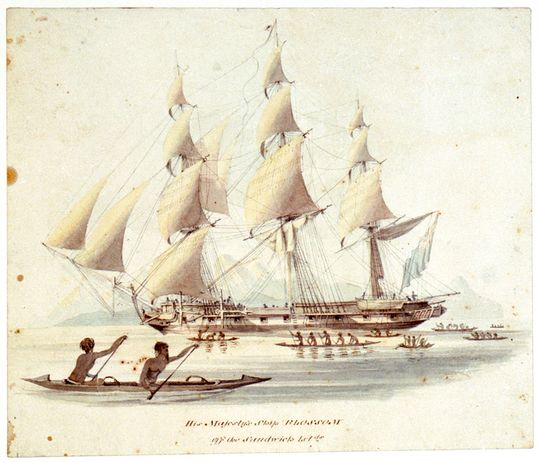
ハワイに碇泊中の「ブロッサム」

19世紀に入ると欧米の捕鯨船が寄港するようになる。1823年9月、イギリス捕鯨船「トランジット」が母島に寄港し、船長ジェームス・コフィンは船主のフィッシャー商会にちなんで島をフィッシャー島と命名した。「ランジット」は、記録に残る中では小笠原諸島に寄港した最初の捕鯨船である。1825年にはイギリスの「サプライ」が父島を訪れ、1826年にはイギリス捕鯨船「ウィリアム」が父島で難破した。1827年6月8日、小笠原諸島を探索していたイギリス海軍の調査船「ブロッサム」が到着。「ウィリアム」の元乗組員で、島に残っていた2名を発見した。「ブロッサム」艦長フレデリック・ウィリアム・ビーチーは父島をロバート・ピールにちなんでピール島、母島をベイリイ島などと名付け、領有を宣言した。彼は、発見したのは『日本誌』などの掲載されている島とは別の島であると主張した。この領有宣言はイギリス政府から正式に承認されなかったようである。1828年、ロシア調査船「セニャーヴィン」（フョードル・リトケ艦長）が来訪。
- 1830年6月26日（文政13年5月10日） - ナサニエル・セイヴァリー（Nathaniel Savory）ら白人5人と太平洋諸島出身者25人がハワイ王国オアフ島から父島の奥村に入植する[注釈 3][42]。
- 1835年（天保6年） - 駐マカオ貿易監督官であるチャールズ・エリオット(Charles Elliot)が、イギリス政府に対して父島へ軍艦を派遣し、当地を占領するよう要請する[43]。これは清朝に対するイギリスの根拠地を求めたため[43]であり、この要請を受けて、イギリス海軍は軍艦ローリー号（HMS Raleigh）の派遣を決定する[43]。
- 1835年（天保6年） - 父島のリチャード・ミリチャンプ(Richard Millichamp)がロンドンに一時帰国[43]し、イギリス政府に小笠原移住民の保護を請願する[44][43]。
- 1837年8月2日（天保8年7月2日） - ローリー号が父島に来航し、各種の調査を行う。また当時の父島の人口を42名と報告している[45]。この調査の結果はイギリス政府に報告されたが、3年後に勃発したアヘン戦争とそれに伴う南京条約の結果、イギリスは香港を獲得したため、小笠原諸島の占領は見送られた[45]。
- 1839年（天保10年） - 蛮社の獄により、渡辺崋山ら11名が小笠原諸島渡航を企てた罪で捕縛される。その後の取り調べで小笠原諸島渡航に関しては疑いが晴れるが、4名が獄死し、5名が押込となった。高野長英は永牢（終身刑）となり、渡辺崋山は家宅捜索の際に発表を控えていた『慎機論』が発見され、蟄居を命じられる[46]。
- 1840年（天保11年） - 陸前高田の「中吉丸」が父島に漂着し、生存した三之丞ら6名は2か月かけて船を修理したのち、下総国銚子に帰還する[44][47]。
- 1846年（弘化3年） - 出島のオランダ商館長ヨセフ・ヘンリー・レフィスゾーン（Joseph Henrij Levijssohn）が長崎奉行に対し、小笠原諸島の実効支配を行うよう忠告するが、幕府はこれを黙殺する[48]。
- 1847年（弘化4年） - ジョン万次郎が米捕鯨船に乗って小笠原に来航。後年、今度は日本側官吏として小笠原にやってくることになる。
- 1849年（嘉永2年）9月 - 父島が海賊の襲撃を受け、数人の島民女性が拉致された上、家畜、食糧、医薬品や現金2000ドルを強奪される[49]。
- 1853年（嘉永6年）6月 - アメリカ東インド艦隊司令官ペリーが日本へ行く途中、琉球を経て父島二見港に寄港する[42]。島民のために牛、羊、山羊[注釈 4]や野菜の種子を与え、石炭補給所用の敷地を購入したほか、3条13項から成るピール島植民地規約を制定し、自治政府設置を促す[50][42]。
- 1853年（嘉永6年）8月28日 - ピール島植民地規約に基づき、ピール島植民政府が設立され、ナサニエル・セイヴァリーが首長となる[50]。
- 1857年（安政4年） - モットレー一家が母島（沖村）に居住する。
- 1862年（文久元年） - 幕府は外国奉行水野忠徳、小笠原島開拓御用小花作助らに命じアメリカから帰還したばかりの咸臨丸（艦長は小野友五郎）で小笠原に佐々倉桐太郎ら官吏を派遣[51]し、測量を行う。一行が小笠原諸島を巡視した際作成した小笠原島視察復命書に「島々の配置は、南北に連なり、あたかも家族のように並んでいるので、中央を父島群島、南を母島群島とし、北を聟島群島とする。」と記載され、これが父島、母島、聟島の由来にもなった。また、居住者に日本領土であること、先住者を保護することを呼びかけ同意を得る。同年6月（文久2年5月）駐日本の各国代表に小笠原諸島の領有権を通告[51]。
- 1863年9月（文久2年8月） - 八丈島から38名の入植が開始される。
- 1864年6月（文久3年5月） - 生麦事件によって日英関係が悪化したことを受け、日本人移民が父島から撤収した[52]。
- 1864年（元治元年） - ハワイの宣教師船であるモーニングスター号（Morning star）が南鳥島を発見する[53]。
- 1866年（慶応2年） - フレデリック・ロース、母島（沖村）に居住。

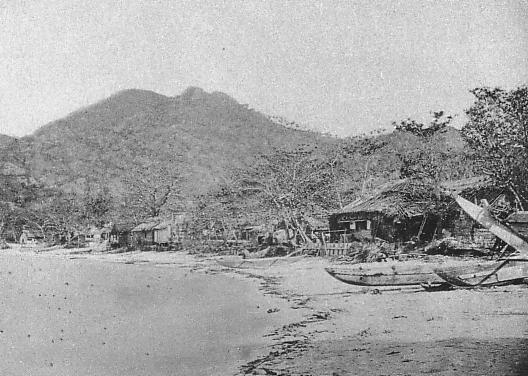
明治時代の父島（扇浦）

### 明治
- 1875年（明治8年）11月 - 明治政府が小笠原回収委員を明治丸で父島へ派遣する。
- 1876年（明治9年）3月 - 小笠原島の日本統治を各国に通告（日本の領有が確定）[42]。内務省の管轄となる[42]。日本人37名が父島に定住。内務省出張所設置[42]。
- 1877年（明治10年） - 帆船による年 3回の定期航路開設。
- 1878年（明治11年） - 父島北袋沢に内務省勤農局出張所設置[42]。
- 1879年（明治12年） - 日本人6名が母島に定住。
- 1880年（明治13年）10月8日 - 東京府の管轄となる[54][42]。
- 1880年（明治13年）10月28日 - 父島に、東京府小笠原出張所を設置[42]。
- 1882年（明治15年） - 東京府出張所の行う行政に協議権をもつ会議所を設置し、議員15人を公選した[42]。欧米系[注釈 5]住民が全員が日本に帰化し日本人となった[42]。
- 1886年（明治19年）11月4日 - 小笠原出張所を小笠原島庁へ改称[42]。
- 1891年（明治24年）5月 - 東京府が、小笠原島各村に世話掛を公選させる。
- 1891年（明治24年） - 火山列島を小笠原島庁の所管にいれ、硫黄島を正式に日本領とした[42]。
- 1893年（明治26年）11月 - 小笠原諸島の警察が、警視庁の管轄となる。
- 1898年（明治31年） - 南鳥島が小笠原島庁の所管となる[42]。
- 1911年（明治44年）6月 - 父島に、東京府立小笠原修斉学園を開設。

### 大正
- 1920年（大正9年）8月 - 陸軍築城部が父島支部設置。以降、砲台などの陸軍施設が建設されていく。
- 1922年（大正11年）海防艦｢満州｣乗組員が沖ノ鳥島を測量する。
- 1925年（大正14年）3月15日 - 東京府立小笠原修斉学園廃止。
- 1926年（大正15年） - 小笠原島庁は、郡制の廃止とともに、東京府小笠原支庁に改称（北硫黄島ほか数島は小笠原支庁の直轄として残る）[42]。

### 昭和
- 1927年（昭和2年） - 昭和天皇が戦艦「山城」で父島・母島を行幸し、母島の御幸之浜で海洋生物の調査を行う[42]。
- 1928年（昭和3年） - 東京府東京市下谷区上野で「東京大正博覧会」開催。『小笠原館』で小笠原住民が“展示”される。
- 1929年（昭和4年） - 水路部の海図800号で、沖ノ鳥島が公式に初めて記載される。
- 1931年（昭和6年） - 内務省告示163号に依って沖ノ鳥島が小笠原支庁の所管となる[42]。戦前はトラック諸島、マリアナ諸島やサイパンなどの南洋に向かう船が、半月に一度父島二見に寄港していた。1936年（昭和11年）当時、父島までの2等料金が37円[55][56]。現在のようなビニールハウスがなかった時代、小笠原では季節外れの果物や野菜を栽培して本土に送っており、本土でもてはやされた[55]ため、住民は豊かな生活を送っていた[55]といわれている。
- 1940年（昭和15年）4月1日 - 父島、母島、硫黄島に町村制が施行され、大村、扇村袋沢村、沖村、北村、硫黄島村が発足する[42]。（ほか数島は小笠原支庁の直轄として残る）[42]。
- 1943年（昭和18年）7月1日 - 東京都制の施行により東京都の管轄となる。
- 第二次世界大戦時に硫黄島は激戦地となり、父島なども日本軍により要塞化が行われた（父島要塞）。
- 1944年（昭和19年）
  - 7月 - 住民6,886人（残留者825人）は本土へ強制疎開（ただし、そのうち20余人が引揚のとき事故で死亡）[42]。
  - 9月2日 - 米軍による日本軍の父島無電塔爆撃の際、1989年にアメリカ合衆国大統領になるジョージ・H・W・ブッシュ中尉（当時）らの搭乗した雷撃機が日本軍により撃墜される。ブッシュは友軍部隊により救助される。

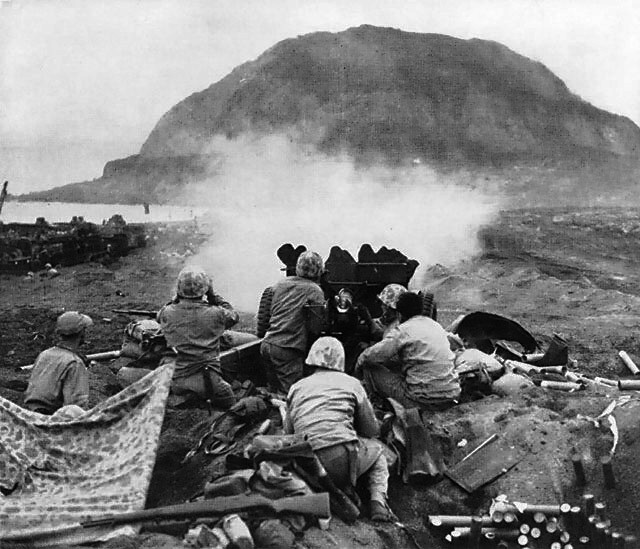
M3 37mm砲で摺鉢山を攻撃するアメリカ海兵隊員

- 1945年（昭和20年） - 小笠原支庁・村役場が東京都下谷区下谷小学校に移転する[42]。
- 1945年（昭和20年）2月19日～3月26日 - 硫黄島の戦いが行われ、日本兵18,375名と米兵6,821名が戦死する。
- 1945年（昭和20年） - 父島の日本軍守備隊によるアメリカ合衆国軍捕虜の処刑（人肉食については意見の相違あり）が発生（小笠原事件）。
- 1945年（昭和20年）9月3日 - アメリカ合衆国軍駆逐艦ダンラップ（英語版）号（USS Dunlap (DD-384)）にて、小笠原の日本軍降伏を調印。
- 1946年（昭和21年）1月26日 - 連合軍総司令部がSCAPIN-677を指令し、日本の小笠原諸島への施政権が停止される。
- 1946年（昭和21年）10月 - 連合軍総司令部が欧米系の旧島民とその家族135人のみに帰島を許可する[42]。うち129人が駆逐艦欅で帰島し、ボニン諸島評議会（Bonin island council）と五人委員会が設立される[42]。
- 1947年（昭和22年）7月 - 旧島民たちによって、小笠原島・硫黄島帰郷促進連盟が設立される。
- 1948年（昭和23年） - 小笠原支庁・村役場が港区に移転する[42]。
- 1948年（昭和23年） - ボニン諸島貿易会社（Bonin Islands Trading Company 略称：BITC）が設立される。
- 1951年（昭和26年） - 日本の気象庁がアメリカ合衆国政府の委託を受け、南鳥島で気象観測業務を行う[53]。
- 1952年（昭和27年）4月28日 - サンフランシスコ講和条約の発効により、小笠原諸島がアメリカ合衆国の施政権下に置かれる[42]。また、小笠原支庁及び上記5村が廃止され、役場の一般事務は東京都総務局行政部地方課分室で行われる[42]。
- 1956年（昭和31年） - ラドフォード提督初等学校（Admiral Radford Elementary School）が設立される。
- 1963年（昭和38年） - 南鳥島ロランC局が完成する。これを受け、南鳥島にアメリカ沿岸警備隊が駐留し、日本の気象庁職員は撤収する[53]。
- 1965年（昭和40年） 5月 - 第1回墓参団が渡島する[42]。
- 1967年（昭和42年）11月16日 - 南方諸島及びその他の諸島に関する日本国とアメリカ合衆国との間の協定（米国との小笠原返還協定）により、小笠原諸島の日本への返還が決まる[42]。
- 1967年（昭和42年）12月 - 日本政府に小笠原復帰準備対策本部を設置。
- 1968年（昭和43年）
  - 4月 - 日米間で小笠原復帰協定が締結された[42]。
  - 4月16日 - 南方諸島及びその他の諸島に関する日本国とアメリカ合衆国との間の協定の締結について国会の承認を求めるの件につき、閣議決定。
  - 5月22日 - 協定締結につき、国会で承認される。
  - 5月27日 - アメリカ合衆国へ協定を通告。協定第6条により、アメリカ合衆国政府が日本国政府から受領した日の後30日目の日（同年6月26日）に協定は効力を生ずる。
  - 6月12日 - 協定を公布（昭和43年条約第8号）。
  - 6月26日 - 協定が発効し、日本に返還される[42][57]。東京都小笠原支庁設置[42]。小笠原諸島全域を領域とする小笠原村が設置される[42]。
  - 戦前の旧・大村、旧・扇村袋沢村、旧・北村、旧・沖村および旧・硫黄島村は、小笠原村となる。かつて小笠原支庁直轄だった北硫黄島、南鳥島、沖ノ鳥島および西之島も小笠原村の区域となる。
- 1969年（昭和44年） - 本土と小笠原を結ぶ無線電話回線が開通した。
- 1970年（昭和45年） - 小笠原復興計画が閣議決定[42]。
- 1972年（昭和47年） - 東京電力㈱が小笠原父島内燃力発電所の操業を開始（120V/60Hzから100V/50Hzへ）。
- 1972年（昭和47年） 10月16日 - 小笠原諸島を国立公園に指定[42]。小笠原支庁母島出張所および小笠原村役場母島支所の設置[42]。
- 1974年（昭和49年） - 父島および母島の全域を都市計画区域に指定[42]。小笠原復興計画（改定10箇年計画）が閣議決定[42]。
- 1976年（昭和51年） - 時雨ダムが完成。父島ケーブルテレビが開局。
- 1979年（昭和54年）
  - 3月31日 - 小笠原諸島復興特別措置法が、小笠原諸島振興特別措置法と改正される[42]。
  - 4月22日 - 村議会議員および村長の設置選挙、小笠原村が真の自治体として発足し、村政が確立する（それまでは東京都小笠原支庁長が村長職務執行者であった）[42]。
- 1981年（昭和56年） 12月24日 - 小笠原村基本構想を議決[42]。
- 1983年（昭和58年） 6月21日 - 通信衛星による電話のダイヤル即時通話開始[42]。
- 1984年（昭和59年）
  - 小笠原諸島振興特別措置法延長・改正[42]。
  - 10月1日 - 小笠原諸島周辺海域の海難救難・外国漁船密漁取締りなどの目的で、全国52番目の海上保安署として小笠原海上保安署が開設。
- 1987年（昭和62年） - 沖ノ鳥島護岸工事決定。88年工事開始。

### 平成
- 1989年（平成元年） - 小笠原諸島振興特別措置法が小笠原諸島振興開発特別措置法と改正[42]。村政確立10周年[42]。父島と母島から考古学調査始まる。
- 1990年（平成2年） - 国土利用計画法の監視区域（200m2以上）に指定。北硫黄島の考古学調査。
- 1991年（平成3年）7月 - 北硫黄島で遺跡調査が行われ、石野遺跡が発見される。
- 1993年（平成5年） - 南鳥島ロランC局の施設が海上保安庁に引き渡され、アメリカ合衆国沿岸警備隊が撤収する[53]。
- 1994年（平成6年） - 天皇・皇后が小笠原諸島を行幸啓する[42]。小笠原諸島振興開発特別措置法の一部改正[42]。
- 1995年（平成7年） - 国土利用計画法の監視区域 (500m2) に再指定。
- 1996年（平成8年） - テレビ地上波放送開始[42]。
- 1999年（平成11年） - 国土交通省が1等三角点"沖ノ鳥島"、3等三角点"北露岩"(後，北小島)、観測所基盤に水準標石"沖ノ鳥島"設置。
- 2002年（平成14年） - アメリカ合衆国大統領退任後のジョージ・H・W・ブッシュが父島を訪問し、自らの乗機撃墜時に戦死した同僚を悼み、記念植樹を行う[58]。
- 2005年（平成17年）国土交通省がチタニウム製"沖ノ鳥島"銘板と、電子基準点"沖ノ鳥島"を設置
- 2007年（平成19年）海上保安庁が沖ノ鳥島灯台を設置点灯
- 2011年（平成23年）
  - 6月29日 - 小笠原諸島がユネスコの世界遺産（自然遺産）に登録される[42][59]。日本国内の自然遺産は白神山地（青森県・秋田県）、屋久島（鹿児島県）、知床（北海道）に続く4か所目。東京都初の世界遺産であり、唯一の自然遺産でもある。
  - 7月2日 - インターネット接続用の通信回線を、通信衛星経由による接続から海底光ケーブルを利用した接続へ切替工事を実施[42]。同日の午前 5時より高速インターネット接続サービスの提供を開始[42]。
- 2013年（平成25年）3月31日 - 父島・母島に、NHKのラジオ第1、ラジオ第2、FM放送の3波の中継局が設置され[注釈 6]、漸く小笠原での放送を開始する。[60]
- 2014年（平成26年）海洋研究開発機構の沖ノ鳥島新観測所施工開始。
- 2019年（平成31年）海洋研究開発機構沖ノ鳥島新観測所竣工。使用観測開始。

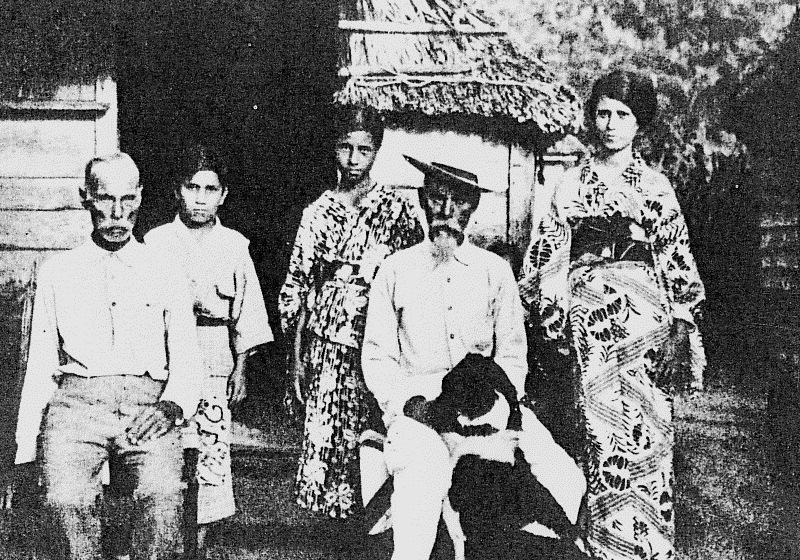
20世紀前半の欧米系島民

### 入植の歴史
19世紀初頭林子平の『三国通覧図説』から小笠原諸島がボニン・アイランズ（Bonin Islands）としてヨーロッパへ紹介されると、各国の船舶が小笠原諸島へと寄港するようになった。
1827年イギリス海軍のブロッサム号を率いるフレデリック・ウィリアム・ビーチーが現在の父島二見港から上陸すると、前年行方不明となったイギリスの捕鯨船ウィリアム号の乗組員 2人と遭遇し、他国の船も来航していることを知ったビーチーは、領有宣言板を島内の木に打ち付け島を離れた。ビーチーより小笠原諸島の存在の報告を受けた在ホノルルイギリス領事は、ボニン・アイランズへの入植計画を進め、1830年欧米人5人と太平洋諸島出身者25人による入植団をつくり、現在の父島へ入植を果たした。この後も各国の船舶は、水や食料を確保したり病人を下船させるなど、様々な目的で頻繁に小笠原諸島に寄港した。
小笠原に漂着し外国船に助けられた日本人から伝わる情報や、ペリーの「小笠原諸島に関する覚書」におけるこの地への評価から、小笠原諸島は幕府首脳の関心を引いた。1861年江戸幕府は列国公使に小笠原の開拓を通告した。1862年1月（文久元年12月）外国奉行水野忠徳の一行が咸臨丸で小笠原に赴き、外国人島民に日本が管理することを告げた。その後八丈島から日本人の入植者が送りこまれ開拓が始まった。最新の研究が示したように、文久年間の小笠原開拓は徳川幕府にとって外交上の挑戦のみならず、知的かつ環境的変遷も引き起こした。小笠原諸島の測量に関わった小野友五郎は製図学の最新方法を活かし、小花作之助などといった探検家は異国的環境についての情報を収集した。阿部櫟斎を筆頭に、数人の本草学者が小笠原在住の異国人と交流し、その文化について学んだ。1863年8月（文久3年5月）に西洋列強の圧力で幕府は退島を命じた。維新後の1875年12月は、明治政府は小笠原諸島を改めて開拓した。

### 連合軍占領下の小笠原
第二次世界大戦終戦以降は、連合国軍の占領下におかれ、連合国軍の1国であったアメリカ軍の占領担当地域になった。アメリカ軍政時代にはアメリカ海軍の基地が設置され、物資の輸送は 1か月に 1回グアム島からの軍用船によって行われた。欧米系住民は戦前の土地区画に関係なく決められた区画に集められ、その多くはアメリカ軍施設で働いた。
島民の自治組織として五人委員会が設けられた。島の子供たちは、アメリカ軍の子弟のために1956年に設立されたラドフォード提督初等学校で、アメリカ軍の子弟と一緒に学び、高等教育はグアム島で行われた。アメリカ軍によって戦前の土地区画に関係なく決められた区画に集められたことは、日本返還後も効率的な開発の都合から踏襲され、戦前の土地所有者との補償交渉で揉めることとなった。
また、後に日本国政府の意向を無視して、父島に核兵器の貯蔵施設が作られていたことが、アメリカの情報公開によって知れ渡った。軍政時代に数基の核弾頭が保管されていたという。1950年代にも国務省が小笠原の日本返還を検討したが、アメリカ海軍を始めとする国防総省が反対したため、頓挫した。その理由は核兵器の保管だったという。
占領中は米英語教育が行われており、返還後、欧米系住民の子弟は、日本語教育が困難であるため、アメリカ合衆国に移住した者もいた。親世代は外見は欧米人であるが、既に日本人として日本語教育を受けてきており、自分の子どもたちとうまく意志疎通ができない状況になっていた。これも子弟が米国に渡るきっかけになった。

## 文化

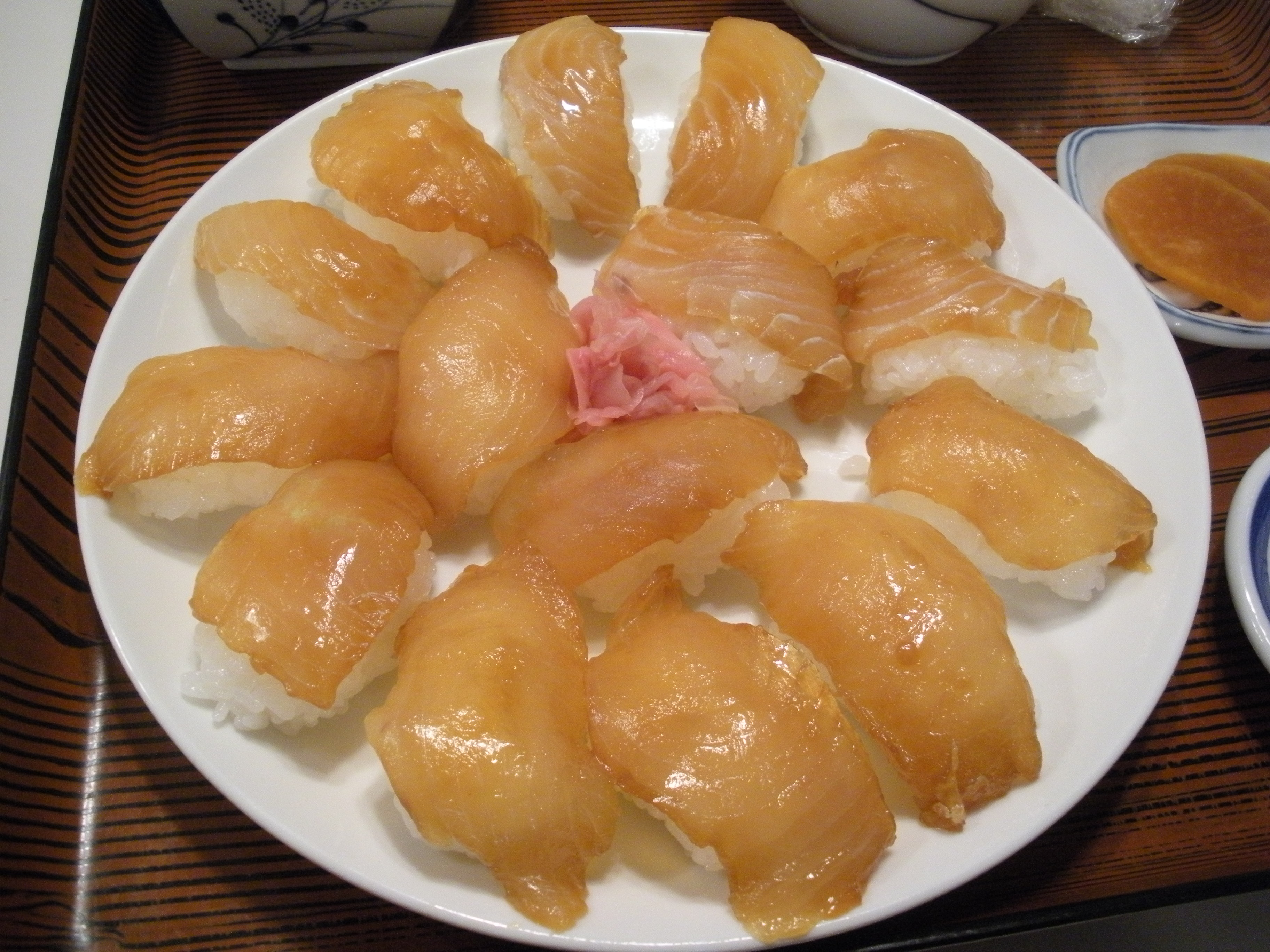
島寿司

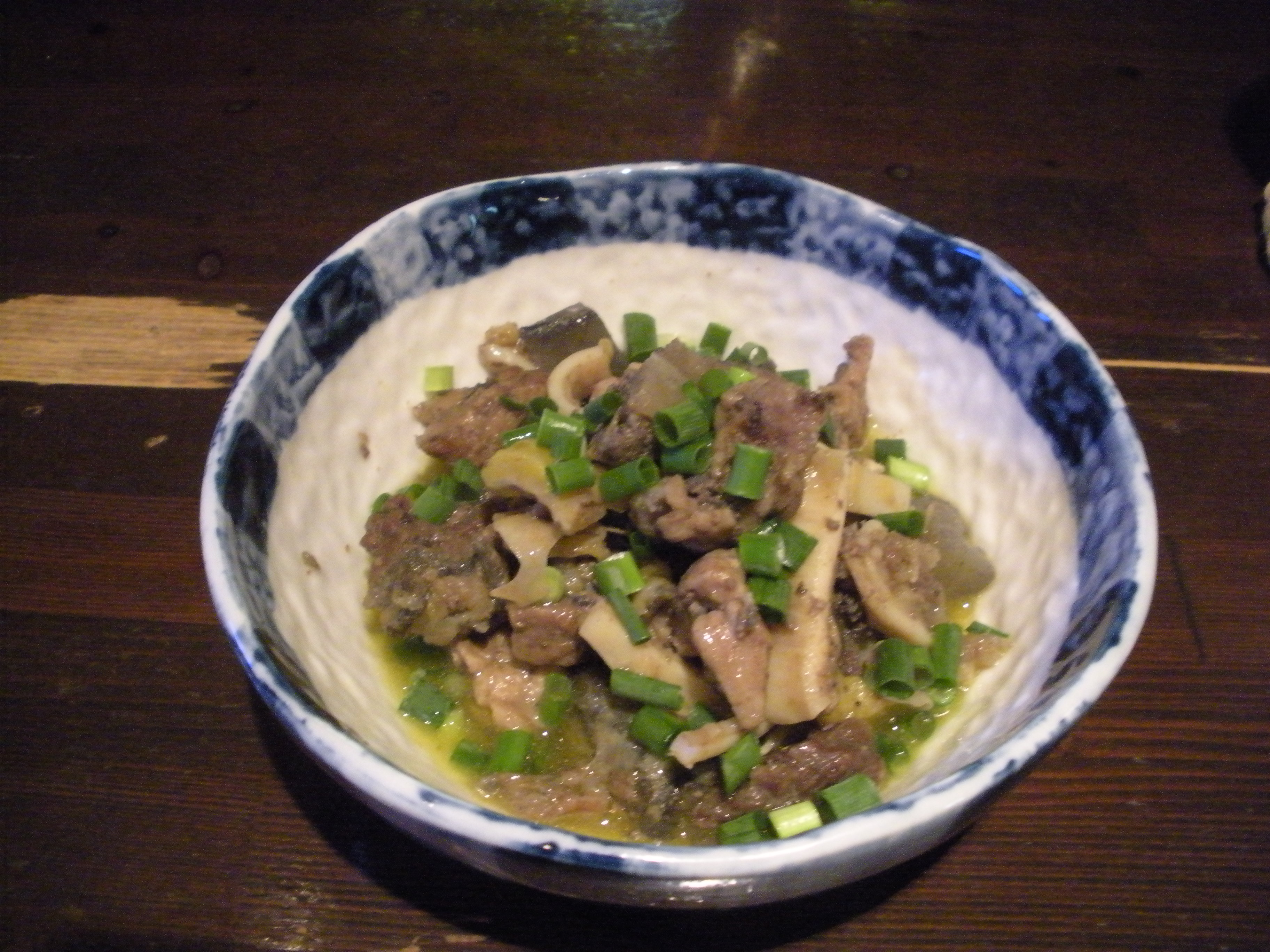
亀の煮物

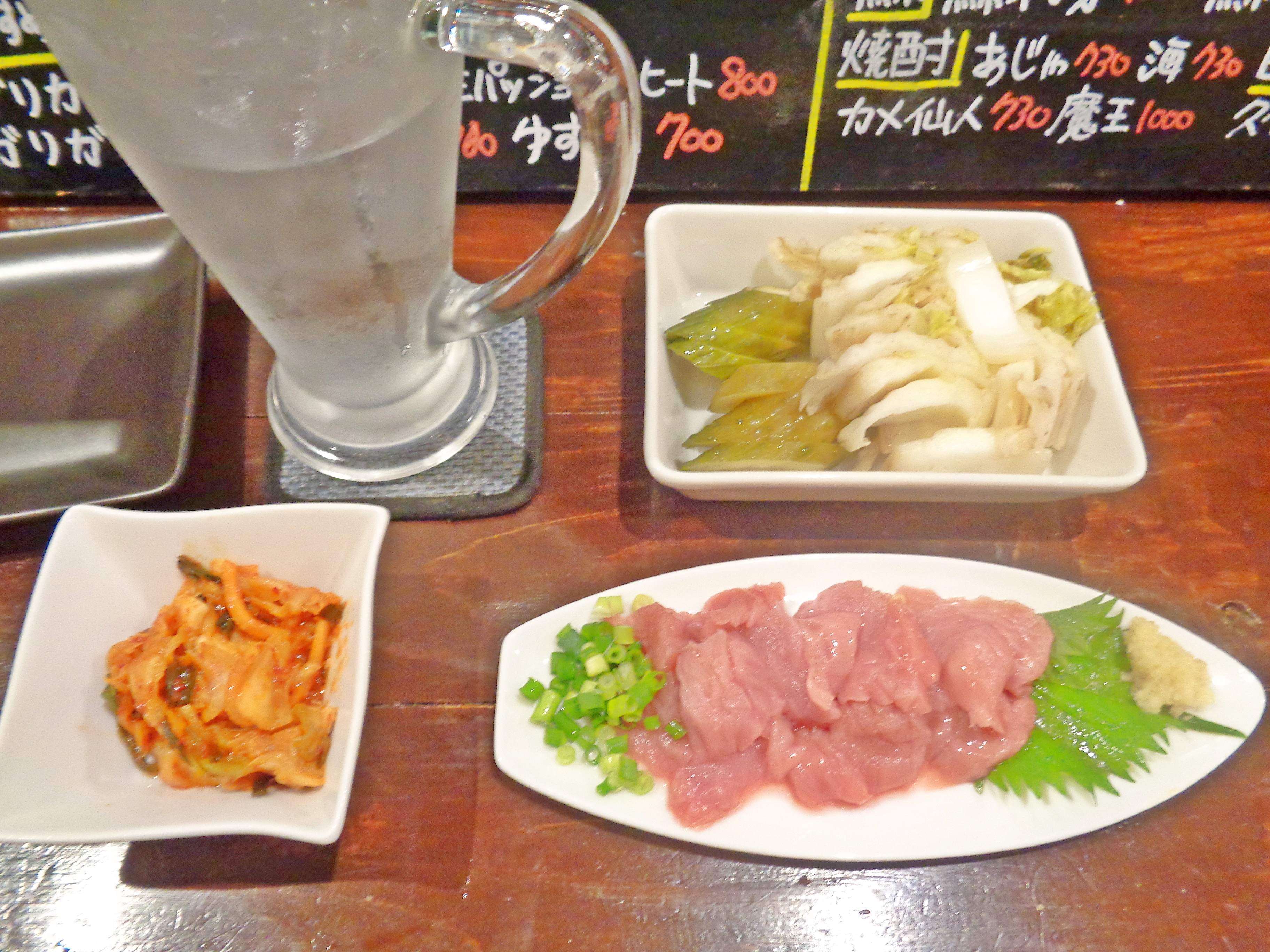
ウミガメの刺身

### 食
固有の植物や海産物が多く採れ、ボニンコーヒー、海亀肉、島魚を使った焼き物・煮物・島寿司・味噌汁・ピーマカ（魚の酢漬け、ビネガーの転訛）、パッションフルーツ・マンゴー・パパイヤ・グァバなどを用いたデザートやリキュール、ダンプレン（ダンプリング、欧米系住民の食文化）などがある。

### 言語
欧米系住民が話していた英語やハワイ語の語彙と日本語八丈方言（八丈語）、日本語共通語が混合された、独特の言語（「小笠原方言」などと呼ばれるピジン言語・クレオール言語）が存在する。

### 民謡
伊豆諸島の系統を引く大和民族的なものと、南洋諸島に移住した島民などから伝えられたミクロネシア系民族の影響を受けたものが共存する。後者の民謡は『南洋踊り』と呼ばれ、2000年に東京都指定無形民俗文化財となった。

## 産業
小笠原の就業者のうち公務員が3割を占め、観光業や飲食業などを加えて第三次産業従事者が7割超である。以下第一次産業が1割、第二次産業が2割となっている。
パッションフルーツ、レモン、マンゴー、コーヒー（日本では沖縄諸島と小笠原のみ）の栽培のほか、はちみつ（甘露はちみつ）、塩、ラム酒の製造も行い、土産のほか本土にも出荷される。サツマイモやアサガオなど一部の農産物や植物は本土には存在しない害虫の移出を防ぐため、諸島外への持ち出しに厳しい制限があり、消毒などの手続きを要する。
漁業については、近年、小笠原近海において他国によるサンゴの密漁（中国漁船サンゴ密漁問題など）が増加しており、密漁船との衝突などを恐れて漁を控える漁船が相次いでいることが問題となっている。

## 流通
本土からの物資輸送は定期船「おがさわら丸」入港日に商店に品物が入荷されるため、その直前は販売品が少ない。小笠原諸島では曜日に関係なく船の入港日に合わせた活動が行われている事例があり、船が島に停泊していない（船が東京に戻り、観光客も大半がいない）日は閉まっている店舗も少なくない。都では生活必需品に限り運送費を補助し、価格の安定化を図っている。
物流面の制約からファーストフード店やコンビニエンスストアといったチェーン店は存在しないが、個人経営の食堂や商店などはあり、食料品や日用品も販売している。書店はなく、購入できるのは商店で売っているごく限られた雑誌や本のみである。新聞の宅配もなく、おがさわら丸の入港時に一週間分の新聞をまとめて商店に並べる。

### 父島
スーパーマーケット、レストラン、薬局などは揃っている。父島の農協(JA)直売所では諸島内で収穫される亜熱帯果物が手に入る。現金自動預け払い機(ATM)は小笠原郵便局と二見港のゆうちょ銀行ATM、信組系カードは七島信用組合小笠原支店で利用可能。

### 母島
飲食店、商店は農協売店と漁協売店を含めて数軒、ガソリンスタンドが1軒存在する。「飲み屋」を除いては概ね午後 6時までの営業である。定休日は農協売店がおがさわら丸出港日翌日、漁協売店が日曜日、個人経営の商店も日曜日、但し、おがさわら丸入港中は日曜日も営業となっている。理髪店は無い。

## 通信など

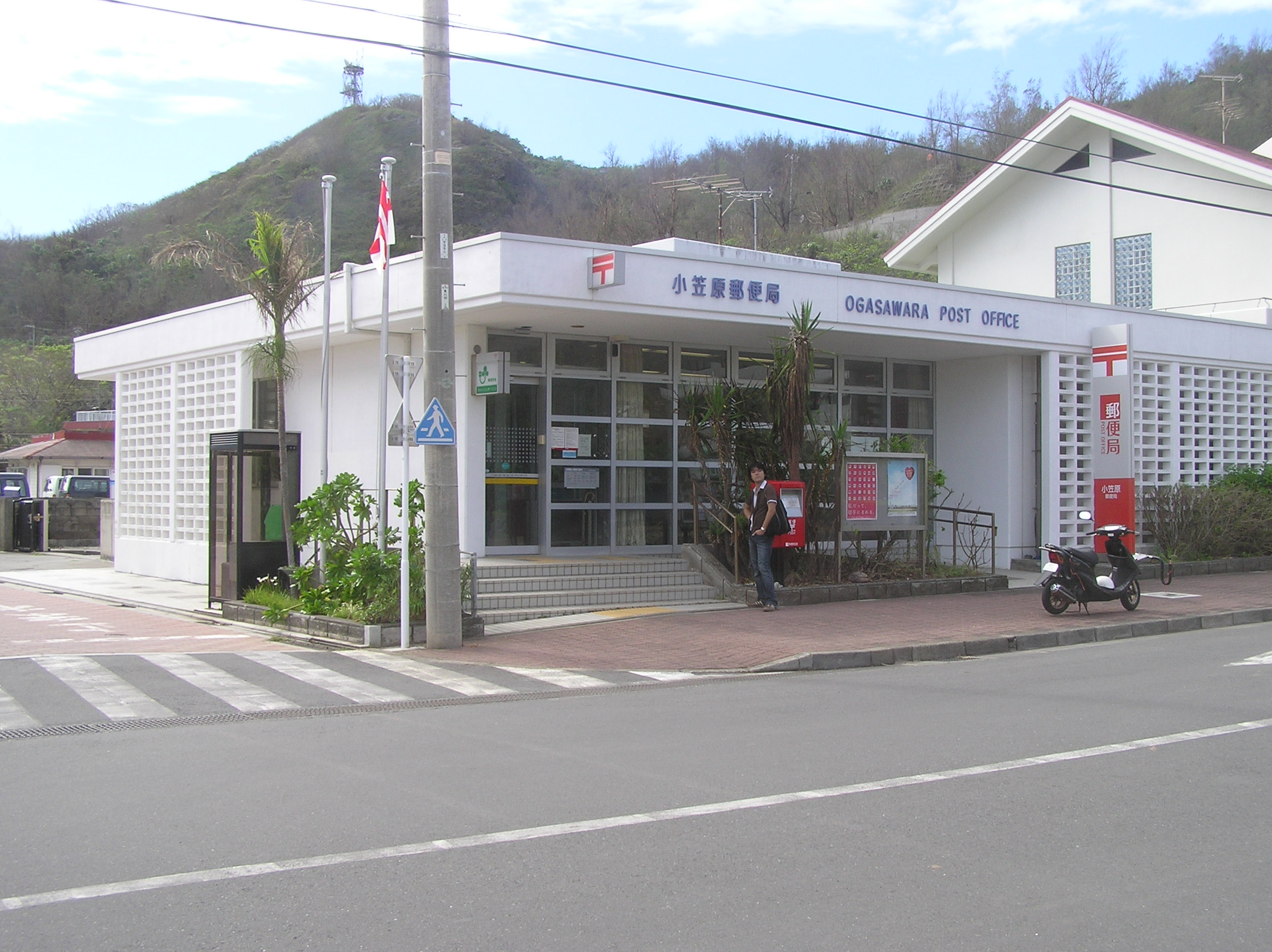
郵便局は小笠原では数少ない金融機関兼通信手段であった（小笠原郵便局）（金融機関は郵便局のほかに東京島しょ農業協同組合が父島と母島に、七島信用組合が父島にある）

### 郵便
父島と母島に 1局ずつ設置されている。 2局とも風景印が配備されている。
- 小笠原郵便局 - かつては、小笠原村全域を郵便区とする集配普通郵便局であった。営業時間は特定郵便局と同じ扱いであり、他の普通局より短い。ゆうちょ銀行ATMは小笠原局と二見港の船客待合所内に設置されている。2007年3月5日付けで無集配局化され、これまで行ってきた集配業務は新東京郵便局（民営化後は郵便事業新東京支店）に継承された。
- 母島簡易郵便局 - 小笠原村が簡易郵便局業務を受託している。2021年まではJA東京島しょの小笠原母島店が受託していた。かつては局内の私書箱へ住民が取りに来る方式だったが、1997年からはJAが配達業務も受託している[65]。

### 宅配便
自社による宅配便事業を行っているのは、日本郵便（ゆうパック）の 1社のみである。他の宅配便業者は基本的に小笠原海運を通して、地元にある運送会社に連絡運輸（他業者差込）という形をとっている。なお、「おがさわら丸」が宅配便を扱う事実上唯一の交通手段になるため配達には相応の時間を要する。また、期日指定が出来ないほか、各社ともクール便の取り扱いはしていない。
上記の理由により通信販売は制約が生じる場合がある。ニッセンなど小笠原諸島への取り扱いを行っていない業者もあるほか、商品の発送については代金引換の対応を行わなかったり銀行振込あるいはクレジットカード（国際ブランド付デビットカードを含む）による代金先払いを要請する業者もあるという。それでも、小笠原諸島の住民にとって通信販売は日用品を得る貴重な手段である。
小笠原諸島は、ヤマト運輸の宅急便のサービスが日本で最後（1997年11月）に営業を開始した地域である。ヤマト運輸ではサービス開始当初、新聞の 1ページ全面広告で最後の営業開始地域が東京都である旨を見出しにして、全国100%がサービスエリアであることをPRした。なお、父島にあった宅急便センターは後に撤退しているが、運賃体系は引き続き通常のものが適用している。

### 電話
小笠原の電話は、戦前に本土 - 小笠原 - グアム間の海底ケーブルがあり、1905年（明治38年）に本土との公衆電話が開通している。戦後は1969年（昭和44年）に父島から銚子無線電報局を相手に短波回線により運用を開始したことに始まり、1983年（昭和58年）まで短波帯多重無線による電話が行われていた。当時は回線が数回線しかなく、オペレーターに通話を申し込む方式で電話が殺到すると待たされることも多かったようである。電波障害により雑音が交じり、通信が困難になることも多かった。1983年（昭和58年）からは通信衛星を利用した本土とのダイヤル即時通話が始まった。しかし衛星を利用しているため音声が若干遅れる。
母島において戦後、一般加入電話は1983年（昭和58年）まで小笠原村役場母島支所、小笠原島農業協同組合母島支店（当時）、小笠原母島漁業協同組合の 3回線のみであった（東京都小笠原支庁母島出張所は行政無線、五洋建設は独自に短波帯に無線回線を持っていた）。
携帯電話は1999年（平成11年）から父島と母島の一部でNTTドコモの音声通話のみ使えるようになったが、当初はi-modeが使えなかった。FOMAは2006年（平成18年）6月8日よりFOMAプラスエリアとして父島と母島の一部地域で使えるようになり、movaでは利用出来なかったi-modeとデータ通信も含め、FOMAの全サービスを利用出来るようになった。利用可能機種はFOMAプラスエリア対応機種に限られる（iPhone 3G、3GS、4のSIMフリー版は、正式には対応していないが、FOMAプラスエリア周波数帯を受信出来るため、利用可能である）。
KDDIのauは2007年（平成19年）3月末までに父島の一部地域からサービスを開始し、EZwebも利用可能。母島は2012年（平成24年）7月よりサービスを開始した。
SoftBankは2011年9月6日に父島、2011年11月上旬には母島にて 3Gハイスピードのサービスを開始した。

### インターネット
※ 特記ない場合は父島・母島。
固定
小笠原村により父島・母島のほとんどの世帯に光ファイバーケーブルが敷設されている。従来は本土との間で衛星回線を使用して接続していたため一般契約者の諸島外との通信速度は決して速くはなかったが、定額料金で利用できる。また衛星回線を大量に確保し、それを束ねることによって、本土と小笠原村役場間の回線のみ1Mbpsの回線が確保される運用も行われていた。一般利用ができる高速回線は「小笠原村情報センター」（父島）にあり、持込または備付のパソコンが使用できる。
なお、宇宙航空研究開発機構は2009年11月15日から24日の間、超高速インターネット衛星「きずな」 (WINDS) による初のブロードバンドインターネット接続利用に向けた実証実験を父島にて行なった。
2011年7月2日午前5時より、従来の衛星電話回線を父島・母島内IPネットワークのバックボーンとして利用したインターネット接続サービスから、海底光ファイバーケーブルを利用した高速インターネット接続サービスへ切り替え工事が実施され、名実ともに父島・母島内でブロードバンドインターネット接続サービスが利用できるようになった。衛星回線経由によるサービス提供時には、通信ポート制限を行なっていたが、同日のバックボーン切り替え以降、通信ポートの制限は撤廃された。運用保守はNTT東日本。
移動体通信
NTTドコモの携帯電話では、FOMA開始によりパケ・ホーダイを利用して、定額でi-mode経由によりインターネットも使えるようになった。2007年3月1日、パケ・ホーダイフルが開始（PC用のウェブサイトを含め定額で閲覧可能）。
同年10月、PC向け定額インターネット「定額データプラン」が開始された（同サービスは利用出来るプロトコルや一部のサイトが閲覧できないなどの制限がある）。
同年12月22日、au(KDDI)が開始したPC向けデータ定額プランが利用可能になった。2009年1月27日にNTTドコモもパケ・ホーダイダブルがPCおよびPDAでのデータ通信に関しても定額対象とし、従前のFOMA定額サービスとは異なり利用するサービス（動画観覧、FTPなど）に制限無くPCによる定額データ通信が可能になった。
前述のとおりSoftBankは2011年9月6日に父島、2011年11月上旬には母島にて3Gハイスピードのサービスを開始した。
また、ウィルコムが提供する、FOMA回線(MVNO)を利用したWillcomCORE3Gサービスを開始し、端末・サービス限定ではあるが、利用可能である。
イー・モバイル、ウィルコム(PHS)、UQコミュニケーションズ(WiMAX)はサービスエリア外である。

### アマチュア無線
アマチュア局に対してJD1で始まる（プリフィクスという）コールサインが本諸島地域へ指定される（本土及び伊豆諸島とは別地域扱いされる）ことから、このコールサインを使用した交信を行うべくアマチュア無線の運用を目的とする旅行者も存在する。
父島にアンテナなどの設備一式を備えた宿（民宿「境浦ファミリー」）があり、貸し出してくれるため簡単に運用することが可能である。
アメリカ無線中継連盟 (ARRL) が発行するDXCCというアワードにおいては、日本は南鳥島、南鳥島以外の小笠原諸島、小笠原諸島以外の3つのエンティティに分けられている。
南鳥島については他の陸地と大きく離れており、別のエンティティとされる。
南鳥島以外の小笠原諸島は、日本本土との最短距離が177マイル で距離に関する規定の225マイル以上は満たさないが、行政上の扱いによる規定により、日本復帰時に「小笠原が本土と異なるコールサインを使う」との条件により、日本アマチュア無線連盟が郵政省に折衝し、JD1のプリフィクスのコールサインを指定することで本土とは別のカントリー（当時の呼称、1998年改称）になった。
なお、QST（ARRL機関誌）1949年3月号のカントリーリストによると日本復帰前のコールサインは米国のKG6IA-IZ（太平洋諸島信託統治領の一部）が指定されていた。
1972年の沖縄県の本土復帰にあたっては小笠原のようなコールサインの指定が行われなかったため、沖縄県は本土と同じエンティティとして扱われている（復帰前の沖縄はKR6（米軍関係）およびKR8（琉球人））。
また、電話の項に記述しているが、以前は本土との有線系電話が非常につながりにくかったことや、父島と母島間の通話が困難だったことからかなりの島民が開局していたが、有線系電話回線の改善によりその数は減少した。開局していた島民の大部分は単に日常通信手段としてアマチュア無線を使っていたためで、2014年3月31日現在、島民による島外向け運用は父島・母島（小笠原村で住民登録できるのは父島・母島のみ）あわせても一桁程度で、JD1のアマチュア局が聞こえていても、その運用のほとんどが旅行者によるものである。

## 放送
日本国内向けの衛星放送（BS・CS放送）および短波放送は国内他地域と同様に視聴・聴取できる。

### 地上波テレビ放送
| 局名             | 父島 | 母島 |
| ---------------- | ---- | ---- |
| NHK BS1          | 9ch  | 10ch |
| NHK BSプレミアム | 11ch | 12ch |
| TOKYO MX         | 47ch | 48ch |
| NHK Eテレ        | 49ch | 50ch |
| NHK総合          | 51ch | 52ch |
| 日本テレビ放送網 | 53ch | 54ch |
| TBSテレビ        | 55ch | 56ch |
| フジテレビジョン | 57ch | 58ch |
| テレビ朝日       | 59ch | 60ch |
| テレビ東京       | 61ch | 62ch |

父島・母島では小笠原村ケーブルテレビに加入することで、東京の地上波テレビ各局の放送を光ファイバーケーブル経由で視聴することができる。一方で、諸島内での地上波テレビ放送の電波の送信は、アナログテレビ放送が停波された2011年7月24日正午以降行われていない。
小笠原でのテレビ放送の始まり
1972年5月11日から村民会館で本土から送られた番組の週2回・2時間30分の公開サービスをNHKが実施した。
小笠原のテレビ放送は1976年に父島、1977年に母島で開局したケーブルテレビ局が、本土から船便で送られたNHKと民放のテレビ番組を1日数時間放送したことに始まる。この方法では生放送ができないため、共同通信が自社の船舶向けファクシミリ通信で、小笠原向けにニュースの配信を行っていた。
1984年にはNHK-BS（衛星テレビ放送）の実用化放送が開始された。父島・母島には衛星波を受信して地上波として再送信するテレビ中継局が1つずつ設置され、NHK-BSのみではあるものの初めて本土と同時刻に同番組が視聴できるようになった。なお開始当初のNHK-BSは国内各地の難視聴地域向け放送として、一部番組を除いて地上波のNHK総合・教育テレビの番組が編成されていた。
難視聴対策用衛星中継回線
1996年からは東京都による「難視聴対策用衛星中継回線」の運用が始まった。
これは東京タワーから発射されるNHKや民放のテレビ放送を江東区青海にあるテレコムセンターにて受信し、そこでデジタル圧縮・信号のスクランブル化・SHF波（Ku-band 14GHz帯）への変換を行った上で、電波を通信衛星JCSAT-3号に送信（アップリンク）し、衛星において周波数をCバンド（4GHz帯）に変換して父島と母島にある地上局へ向けて受信（ダウンリンク）、両地上局にてスクランブルを解読（デスクランブル）し、上表のUHF波に変換した上で、送信所（既設の父島・母島両中継局）からUHF波として再送信するというものであった。さらに一部の地区では共聴受信により、東京タワー本局とほぼ同じチャンネル配置になるようチャンネル変更も行っていた（ただしTBS 4ch、TOKYO MX 5ch、日本テレビ 6chとなっていた。NHK-BSは上表と同じ）。
スクランブル化とデジタル圧縮を施していた理由は、小笠原地域以外（本土や近隣諸国など）で衛星回線の電波を傍受され、放送を視聴されるのを防ぐためであった。スクランブル方式は「小笠原向け方式」と云われる独自の方式で、解読するデコーダーは一般では入手出来なかった。また衛星回線の使用には年額4億円もの莫大な費用がかかり、この放送の視聴のために島民から毎月3,000円を「テレビ放送受信費」として徴収し、NHKや在京民放各社も費用を出していた。にもかかわらず、マイクロ波を使用した衛星回線は天候変化に弱く、大雨などの際には受信障害が発生していた。なお、沖縄県の大東諸島でも小笠原向けの衛星中継回線が活用されテレビの視聴が可能となったが、天気予報等は全て東京向けのものがそのまま流され、沖縄県には系列局の存在しない日本テレビ・テレビ東京は視聴できないようになっていた。
地上デジタルテレビ放送への移行
従来の地上テレビ放送（アナログテレビ放送）は2011年7月に終了することが決定していたが、その後の小笠原諸島における地上デジタルテレビ放送の受信については、衛星回線経由と海底光ファイバーケーブル経由の両案が検討されていた。最終的にはインターネットなどの通信事業と併せて、都が主体となって情報基盤整備を行うこととなり、小笠原向けの地上デジタル放送の伝送は「統合情報基盤光ケーブル」と称される海底ケーブル経由で行われることとなった。当時の報道によると、2009年内に業者選定および工事発注を行い、2011年7月の地上アナログ放送終了までには整備を終わらせる予定と報じられた。
統合情報基盤光ケーブルでの放送送信は、まず八丈島にある八丈中継局を同島内で受信し、そこから父島・母島に向けて海底ケーブルで伝送する方式で、父島・母島内での伝送には、莫大な予算費用と工事期間を要するデジタル中継局の新設ではなく、既設の小笠原村営光ファイバーケーブルが利用された。
なおその整備に先駆け、2010年3月からは地デジ難視対策衛星放送（BSセーフティーネット/標準画質放送）が本放送を開始し、小笠原村はその対象地域に含まれることとなった。それに伴って同年6月30日、旧来の衛星回線によるアナログテレビ放送の送信が終了した。ただし父島・母島の両テレビ中継局は、NHK-BSの2波、およびBSセーフティーネット放送の対象外であったTOKYO MXの計3波を送出する地上アナログテレビ中継局として存続した。
2011年5月18日、小笠原村ケーブルテレビによる在京各局の地上デジタル放送（ハイビジョン画質）の試験放送が開始され、村はBSセーフティーネット放送の対象地域から外れた。同年7月24日には地上アナログテレビ放送終了日をもって父島・母島両中継局も廃局となり、後述の通りラジオ中継局として転用された。
以上の経緯により、現在小笠原諸島内では地上デジタルテレビ放送の電波を送信する中継局はない。

### ラジオ
| 局名        | 父島    | 母島    |
| ----------- | ------- | ------- |
| NHK東京 FM  | 79.6MHz | 79.6MHz |
| NHK東京 第1 | 82.6MHz | 82.6MHz |
| NHK東京 第2 | 84.6MHz | 84.6MHz |

2013年3月31日、父島・母島それぞれにNHKラジオ第1・第2・FM放送の3波すべての中継局が設置された。これは2011年までアナログテレビ放送を送信していた中継局を転用したものである。外国波による混信対策のため、中波のNHKラジオ第1・第2も含めFM波での送信である。他のラジオ局の中継局は設置されていない。
なおインターネット環境があれば、インターネットラジオ「radiko」および「NHKネットラジオ らじる★らじる」は23区・多摩地域と同様のサービスが利用できる。
小笠原諸島には長らくラジオ中継局が存在しなかったため、超短波（FM）放送は異常伝播時以外は全く聴くことができず、中波放送（AM）も一部地域を除き電離層に反射して届く夜間に限り聴くことが出来る程度であった。日中に直接受信で聴取可能だった放送は短波放送（ラジオたんぱ＝現・ラジオNIKKEIや、NHKワールド・ラジオ日本の国外向け日本語放送など）に限られ、1990年代以降は放送衛星によるCSラジオ・BSデジタルラジオが加わったものの、在京ラジオ各局の安定的な聴取は2010年のradiko試験運用開始（ただし村内の高速インターネット回線整備は2011年）、および2013年のNHKラジオ中継局設置まで待たなければならなかった。

## 医療
父島と母島にそれぞれ村営診療所があり医師と歯科医師がそれぞれ常駐している。問診のみならず、一般的な血液検査機器（自動血球計算器、自動生化学測定器など）および、超音波画像診断装置、上部消化管内視鏡、単純X線撮影装置、X線透視装置、ヘリカルスキャンCT装置が両島に配備されている。これは特に母島診療所においてこの規模の離島としては国内に類を見ない設備である。これを補完するために専門医による診療は定期的巡回診療の際に行われる。
診療所で対応困難な急病人が発生した場合は村役場からの連絡を受け、東京都知事が海上自衛隊に出動要請を行って海上自衛隊機で搬送することになる（後述）。

### 急患搬送
本土から小笠原諸島へは非常にアクセスしにくいため、島内で急を要する重病が発生した場合は自衛隊や海上保安庁による搬送が行われる。海上自衛隊硫黄島航空基地所在の救難ヘリコプターにより一旦硫黄島へ向かい、硫黄島から自衛隊や海上保安庁の航空機によって本土に搬送される方法、または海上自衛隊岩国基地所在の第31航空群第71航空隊が海上自衛隊厚木基地に常時1機待機させている救難飛行艇で本土へ搬送する方法があったが、現在は厚木への前進待機が中止されている為、全て硫黄島経由で搬送されている。以前は小笠原のヘリポートに夜間照明が設置されていなかったため「夜間に発病すると手遅れ」とも言われていたが、現在は夜間でも搬送ができる。

## 交通

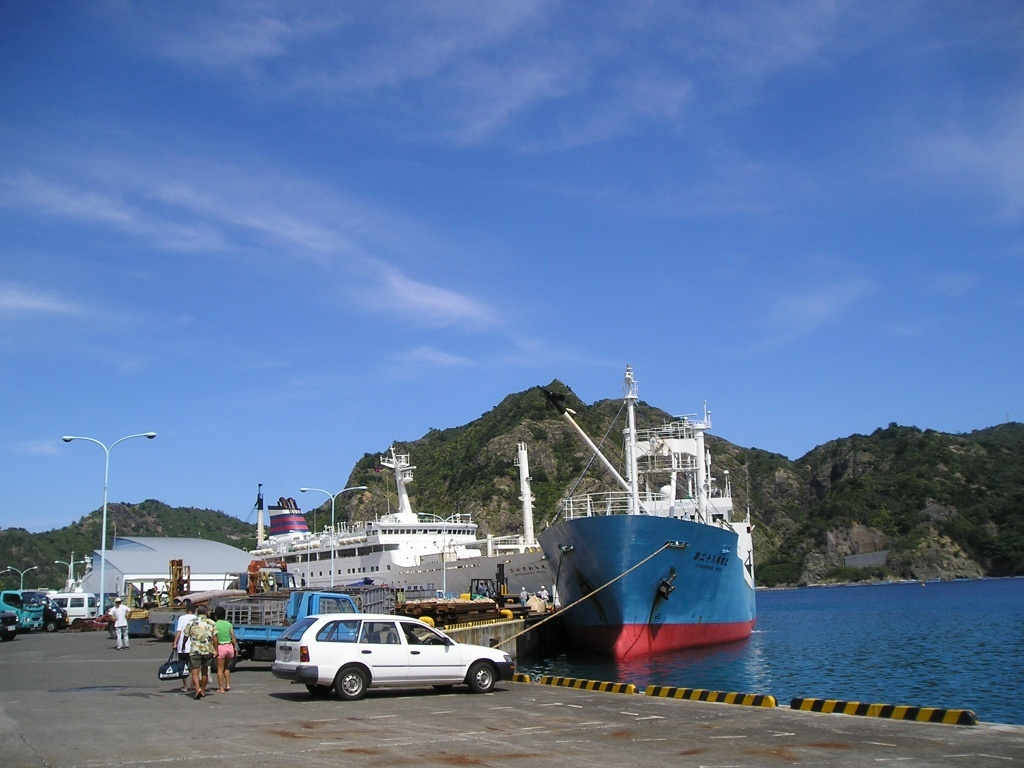
父島・二見港（奥におがさわら丸が接岸中）

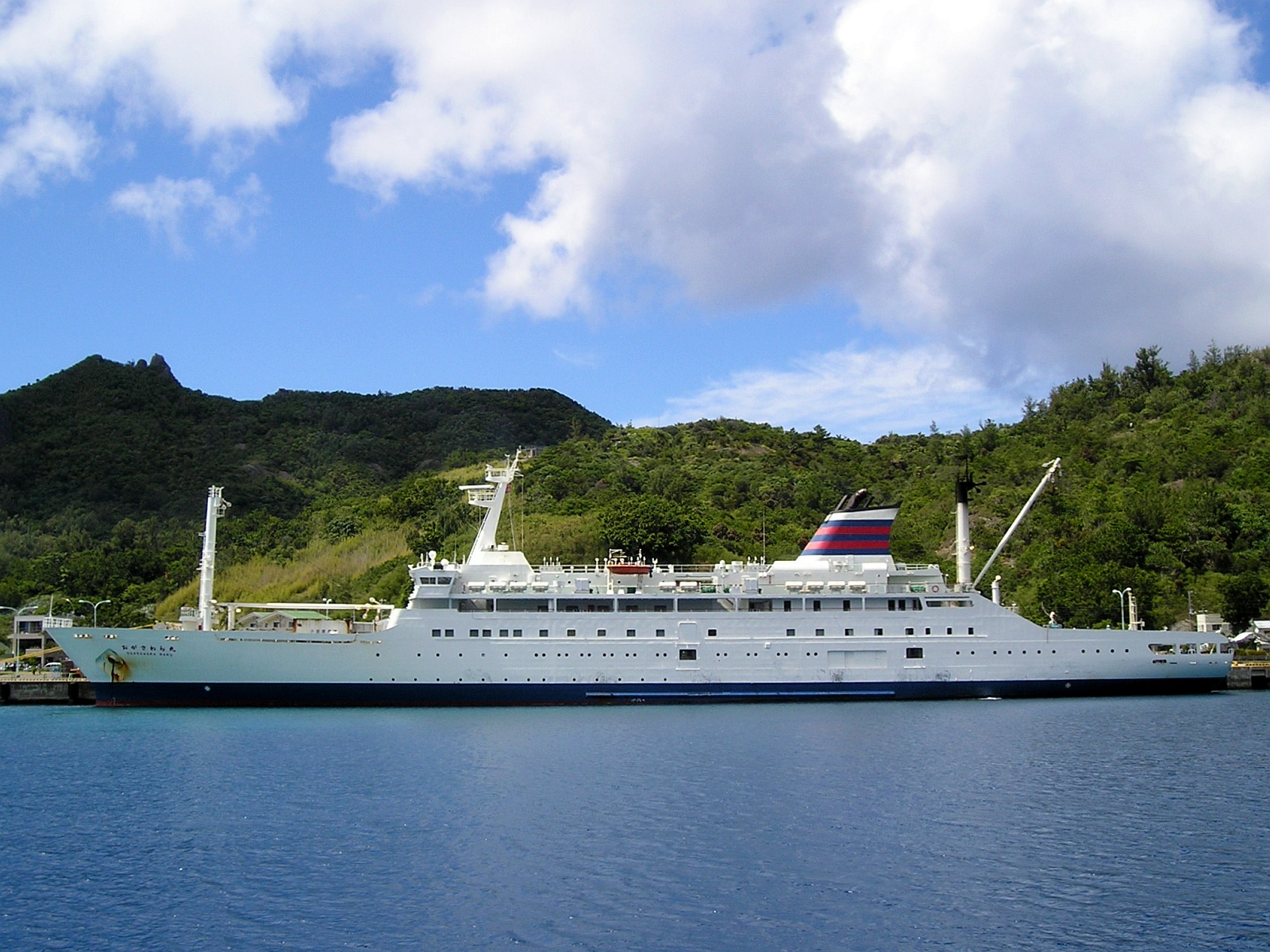
おがさわら丸（父島二見港）

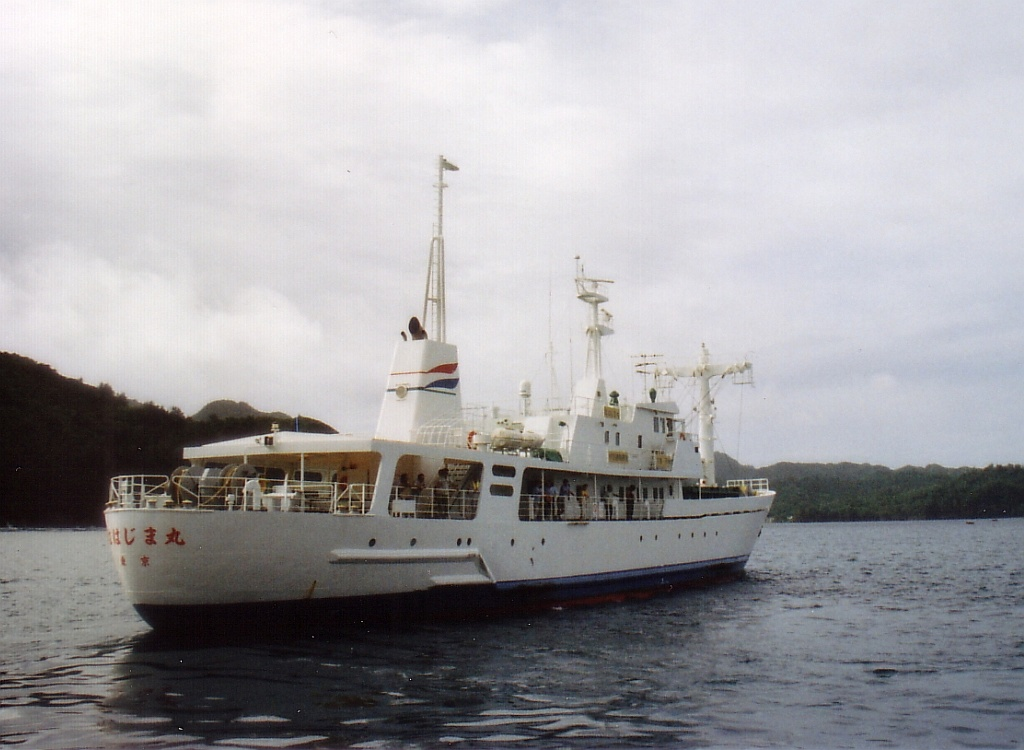
ははじま丸（母島沖港）

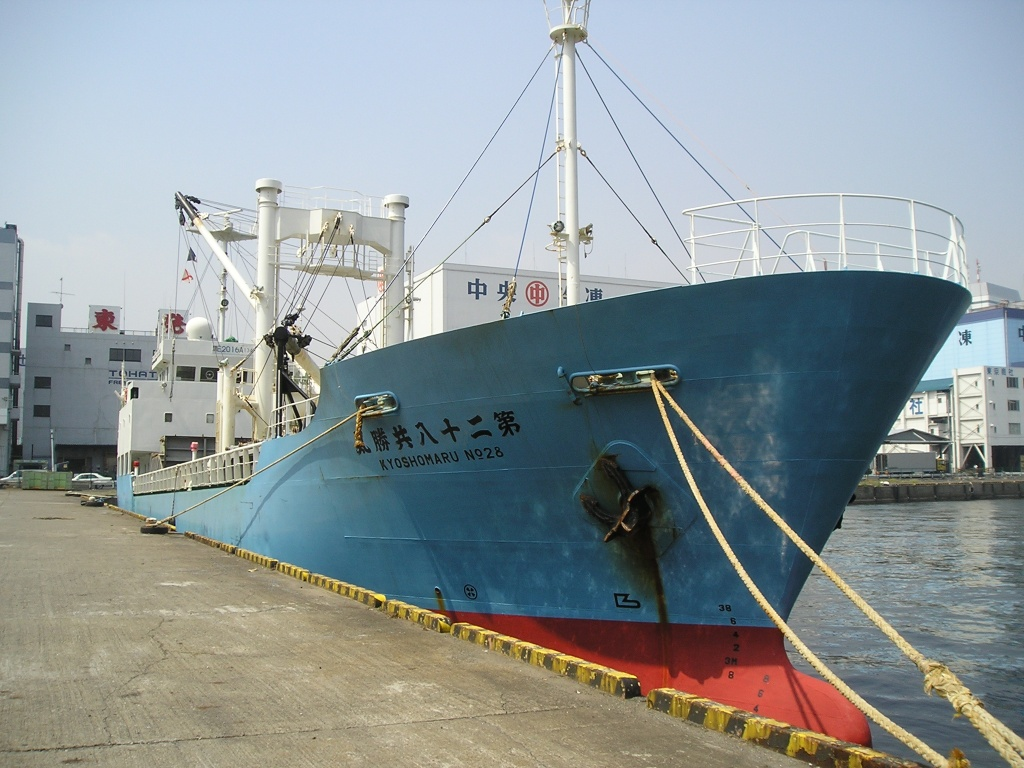
共勝丸（東京港月島ふ頭）

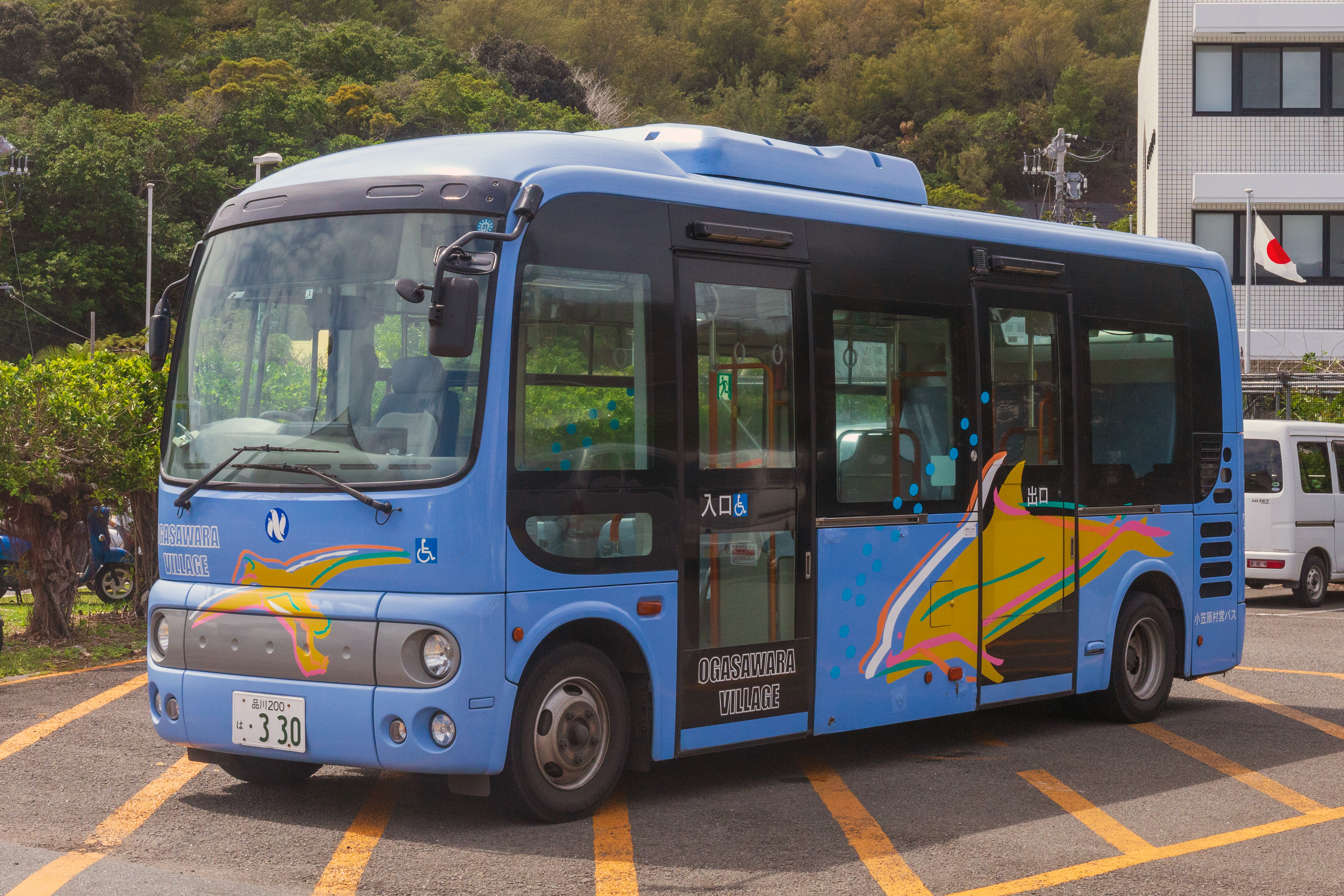
待機中の小笠原村営バス

父島と母島以外の島行の公共交通機関又はそれに準ずる一般客向け輸送機関は存在しない。また、父島や母島へ行く場合も交通手段はおがさわら丸、ははじま丸のみ。

### 父島へのアクセス
- 小笠原海運「おがさわら丸」
  - 東京港（竹芝桟橋）と父島（二見港）を結ぶ貨客船（所要時間24時間、おおむね観光シーズンは3日に1便、オフシーズンは6日に1便就航）。片道運賃は等級によって異なり、2万2570円 - 5万6490円、夏期 2万5100円 - 6万2790円）。2016年（平成28年）7月、新造船である 3代目おがさわら丸の就航により所要時間が約1時間30分短縮された。
  - テクノスーパーライナー (TSL)「SUPER LINER OGASAWARA」（最高時速約70km、総トン数1万4500トン、乗客数740人）が2006年春以降に就航する計画があり、実現できれば所要時間は約17時間に短縮される見込みだった。しかし、おがさわら丸に比べ接岸時には悪天候に弱く、また高速航行でエネルギー効率（燃費）が悪く（船は速度が上がるにつれて造波抵抗の影響でエネルギー効率が悪くなる）、原油価格の高騰も理由として、小笠原海運は2005年8月にTSLの就航中止を発表した。
- 共勝丸「共勝丸」
  - 東京港（月島ふ頭） - 父島（二見港） - 母島（沖港）を結ぶ貨物船で、東京港（月島）と父島間を所要45時間程度で結ぶ。海況が悪い時は何日も余計にかかることもある。
  - 主たる貨物としてガソリンやプロパンガスなどの危険物（旅客船には法令により危険物を積載することができない）や建設資材などの重量物や食料品（アイスクリームなどの冷凍品を含む）・日用雑貨などを島に運搬する。島から月島埠頭までは、空き缶・空き瓶や使用済みペットボトル、廃車などの廃棄物を運搬する。おがさわら丸がドック入りの際は、郵便物の輸送も行う。

### 母島へのアクセス
- 伊豆諸島開発「ははじま丸」
  - 父島二見港と母島沖港を結ぶ貨客船。1日0.5 - 1往復就航（所要時間 2時間、休航日あり）。おがさわら丸入出港日は接続するダイヤを組む（片道運賃 1等7,560円、2等3,780円）。
- 共勝丸「共勝丸」
  - 東京港と母島を乗り換え無しで結ぶ唯一の船便。父島 - 母島間は所要約 3時間（東京 - 母島間の片道運賃 2万円、父島 - 母島間の片道運賃2000円）。現在、旅客輸送は行っていない[79]。

### 父島内
父島には小笠原村営バスが運行されている（東京都シルバーパス使用可）。他には観光タクシー、レンタカー、レンタルスクーター、レンタサイクルがある。諸島外から自家用車やバイクを持ち込む場合は貨物扱いとなり、125cc以下のバイクはチッキ（受託手荷物）扱いとなる。

### 母島内
母島には定期公共交通機関がない。レンタカー、レンタルスクーターがある。レンタカー、レンタルスクーターの取り扱い店は共に1軒であり、それぞれ保有台数は少ない。予約をしておらず、当日朝の先着順で貸し出しを行っている。その他、島内各地へは有償運送（乗合タクシー）を行っている。母島発遊覧・遊漁船が運行している。

### 空港建設

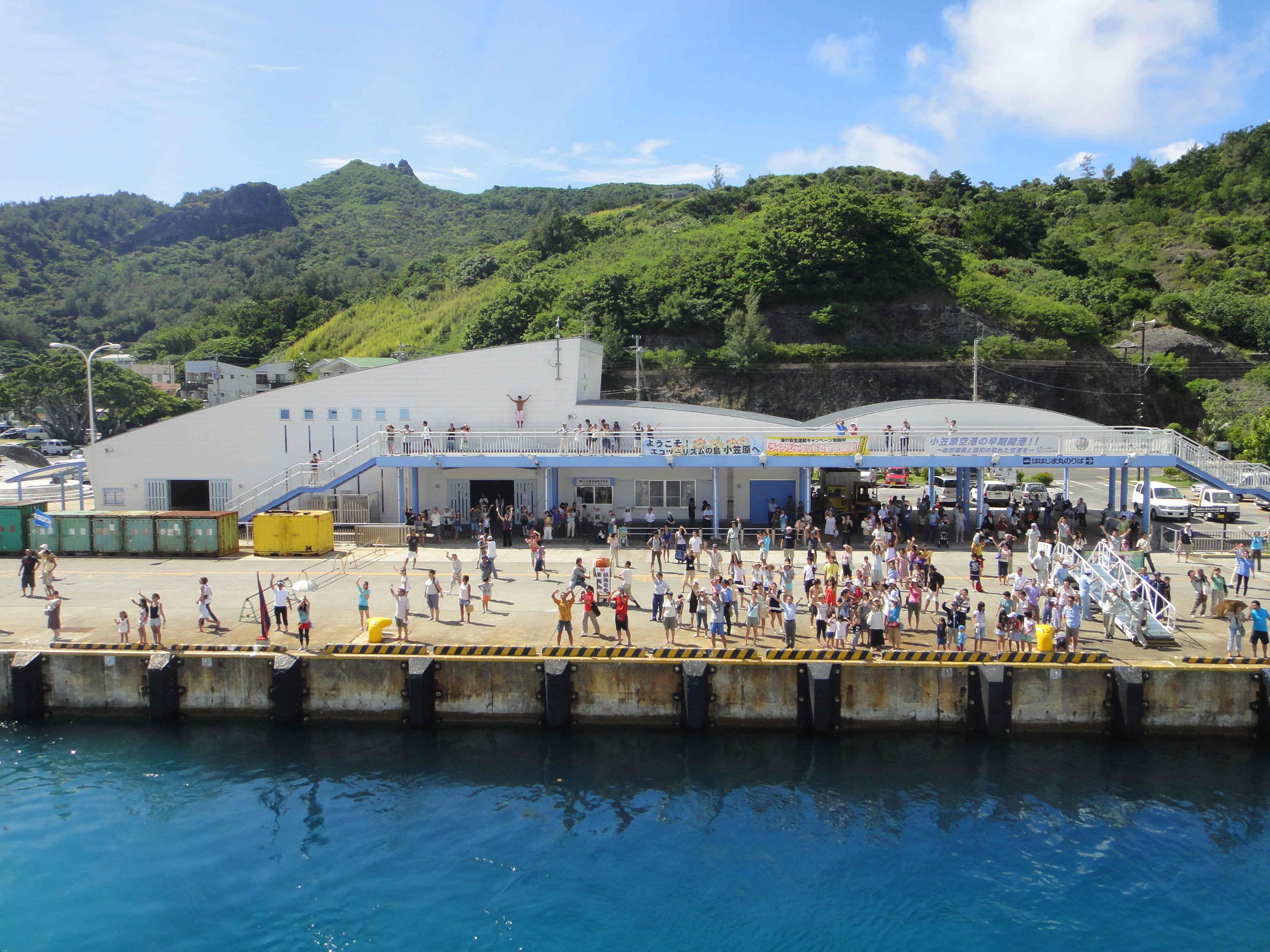
二見港の見送り。空港建設を訴える横断幕が見える

空港のない父島列島には、以前から空港建設・民間航空路線開設の要望がある。一般のアクセスは船に限られ、東京都心からブラジル・サンパウロに飛行機で行くよりも時間がかかる。かつて父島には、洲崎地区に大日本帝国海軍の飛行場があったが、戦後はヘリポートのみで、固定翼の陸上機が発着できる場所がない。
海上自衛隊父島基地には、飛行艇用の揚陸スロープが設置されており、岩国基地所属の飛行艇が飛来するが、急病人および東京都知事や国務大臣など要人の搬送を目的とする場合に限られている。1994年2月の小笠原行幸啓では、US-1が使用された。
下記の都議会予算特別委員会などで、今までに父島洲崎（1,000 m級滑走路）、兄島（1,600 m級滑走路）、父島時雨山（しぐれやま）を予定地とする空港建設がそれぞれ検討された。兄島候補地では、父島との交通手段を確保する必要があるなどの困難を伴い、貴重な動植物の保護の必要があることから、空港建設のめどは立っていない。羽田空港からの民間飛行艇による運航や、硫黄島航空基地を経由した大型ヘリコプターによる運航、同じく硫黄島から船便での運航など、空港を父島列島に建設しなくてすむ方法も検討されているが、結論は出ていない。
古くからの住民の多くは簡単に往来できる空港建設を熱望している一方で、小笠原の自然に惚れ込んで移住した新住民の多くは「秘境らしさ」を残したいため、空港建設に消極的であるなど、島民の意見もまとまっていないといわれる。
1990年代に建設場所選定までいったが環境庁などの意向で撤回。その後高速船テクノスーパーライナーを就航させるという案が出たがこれも頓挫。2005年、東京都知事石原慎太郎はテクノスーパーライナーの就航断念を受け、空港が「地域振興に極めて必要である」として、環境に配慮しながらも最低限の第三種空港を建設する意欲を明らかにした。その方法として、羽田空港D滑走路建設で検討されながらも採用されなかった「メガフロート」と地上滑走路の併用を考えていることを明らかにした。2006年3月15日の東京都議会予算特別委員会で石原都知事は「（かつて日本軍が建設した飛行場があった）父島洲崎地区を（空港として）利用したい」旨、表明した。
東京都では2008年以降小笠原諸島における本土との間の航空路開設についての検討を進めるにあたり、 関係者間の円滑な合意形成を図ることを目的として、小笠原航空路協議会を設置している。
2018年1月5日、小池百合子都知事が定例記者会見において、平成30年度予算案に小笠原諸島における空港建設のための調査費を計上した。滑走路は1,000 m以下を想定しているとの報道がある。
日本航空のグループ会社の日本エアコミューターなどが使用するATR 42などの中型ターボプロップ機は、航続距離1,560 km前後ながら1,200 m級滑走路での運用が可能で、40名前後の旅客型の他にコンビ機（旅客と貨物兼用）の設定も可能である。2018年7月開催の第7回小笠原航空路協議会では、この改良型として開発されていた800 mの滑走路に対応するATR 42-600S（後に開発中止）が候補とされた 。2020年7月開催の第9回小笠原航空路協議会からは、アグスタウェストランドが開発中のティルトローター機であるAW609も候補となっている。
2022年度においても、東京都は、小笠原諸島と本土を結ぶ航空路について約5億円の調査費を計上し調査を行ったが、環境面への配慮や航空機の選定に時間を要することから、航空路線開設の見通しは立っていない。

## 主な機関

### 父島
- 国
  - 小笠原総合事務所（国有地の管理、出入国管理、検疫、植物防疫、労働基準監督、職業安定、雇用保険などを総合的に行う国の出先機関）
  - 海上保安庁第三管区海上保安本部横浜海上保安部小笠原海上保安署：巡視船PS40「みかづき」、監視取締艇SS69「さざんくろす」
  - 気象庁父島気象観測所
  - 海上自衛隊横須賀地方隊父島基地分遣隊（US-2飛行艇の発着および、艦船への補給・艦船乗組員の休養に使用される基地。2136号交通船が配備）
  - 宇宙航空研究開発機構(JAXA)小笠原追跡所
  - 国立天文台VERA小笠原観測局
  - 国土地理院父島VLBI観測局
- 東京都
  - 小笠原支庁
  - 警視庁小笠原警察署：警視庁航空隊が運用しているアグスタウエストランド AW139だと航続距離が1,250kmあるので八丈島空港経由で運航可能.

### 母島
- 東京都小笠原支庁母島出張所
- 小笠原警察署母島駐在所（警視庁管内で最南端の駐在所）
- 小笠原村役場母島支所

### 南鳥島
- 気象庁南鳥島気象観測所
- 海上自衛隊第4航空群硫黄島航空基地隊南鳥島航空派遣隊

※ 海上保安庁南鳥島ロランC局は、2009年（平成21年）12月をもって運用を終了している。

## その他
- 硫黄島と南鳥島両島の常駐者の住民税は、「居所」として東京都小笠原村に納付している[93]。選挙の際は、小笠原村職員が、常駐者等が元々住民登録されている自治体（神奈川県綾瀬市及び埼玉県狭山市）からの職員及び補助要員として訪島し、期日前投票等を行う。
- 小笠原諸島は東京運輸支局本庁舎の管轄になるため、諸島内で自動車を登録した場合は「品川ナンバー」になる。
- 小笠原諸島で勤務する一般職の公務員には小笠原業務手当が支給される。

### ドキュメンタリー
- BS1スペシャル「もうひとつの東京へ 〜返還５０年　小笠原〜」（2018年9月17日、NHK BS1）[94]